# Puneet Issar
Puneet Issar, né en 1974, est un acteur et réalisateur indien. 
Il est surtout connu pour avoir joué Duryodhana dans la série télévisée Mahabharat (1988–1990) et pour avoir réalisé Garv: Pride and Honor (2004) avec Salman Khan.
Ses autres rôles célèbres sont : Subedar Ratan Singh dans le film de guerre  Border en 1997, réalisé par J.P. Dutta ; et Anand, le second rôle du film culte d'horreur indien Purana Mandir en 1983.
Sa carrière débute en 1983 avec le film Coolie. Pendant le tournage d'une séquence d'action de ce film, il blesse par accident grièvement  Amitabh Bachchan,. Par la suite l'industrie  lui fera payer l'incident.
Issar a participé  à la saison 8 de l'émission de télé-réalité indienne Bigg Boss dans le courant 2014-2015,.

## Biographie
Issar a joué le rôle d'un méchant dans plus de 150 films, tels que Zakhmi Aurat, Jagruti, Kal Ki Aawaz, Palay Khan, Teja, Prem Shakti et bien d'autres. Films dans lesquels il partageait l'affiche avec notamment Mohanlal Yoddha et Pingami ; Salman Khan avec Sanam Bewafa, Chandramukhi et Suryavanshi. Il a également endossé le rôle d'un méchant dans le film Ram jaane dans lequel jouait Shah Rukh Khan. Il est aussi apparu dans le film de guerre à succès Border. En 1982, il est impliqué dans un incident sur le tournage avec Amitabh Bachchan dans lequel Amitabh est gravement blessé. Issar a été tenu responsable de l'accident par de nombreuses personnes. Il a confié plus tard avoir dû faire face à de nombreux problèmes pour obtenir des rôles en raison de cet incident. Certaines personnes ont même compris, à tort, que Amitabh ait pu avoir une mauvaise influence sur sa carrière, mais cela a été clairement démenti. Issar a aussi incarné Duryodhana dans la série télévisée épique Mahabharat (1988–1990), dirigée par Ravi Chopra. C'est ce rôle qui lui a valu une grande popularité auprès d'un large public. Au cours des années 90, avec d'autres acteurs de cette série télévisée, il a joué dans des spectacles basés sur l’épopée en tournée à travers l'Inde et l'étranger.
Il a aussi incarné l'Indian Superman, une version Bollywood de la série de films hollywoodiens. Il tient également le second rôle principal dans le film d'horreur indien culte Purana Mandir en 1983. Plus tard, dans les années 80, il participera à de nombreux autres films d'horreur dont Tehkhana.
Dans les années 2000, il a également participé à de nombreux films dont Krrish, Partner, Aryan, Bachna Ae Haseeno.
Il a réalisé de nombreuses séries télévisées notamment Hindustani et Jai Mata Ki avec Hema Malini.
Il a aussi joué dans plus de 12 séries télévisées telles que Junoon, Sahil, Noor Jahan, Vikram Aur Betaal et fait une apparition dans plus de 1800 épisodes diffusés à la télévision indienne.
Il a également incarné le roi Bimbisara dans le long métrage Gautama Buddha - La vie et l'époque de Gautama Buddha et a joué dans Left Right Left de la chaîne indienne Sab TV. Il a travaillé dans de nombreux films punjabi tels que Rab Ne Banayian Jodiyan et dans quelques films telugu. C'est dans le film mythologique Suryaputra Shanidev (1997), qu'il a donné une belle démonstration de ses talents d'acteur.
En 2004, Issar a réalisé le film Garv: Pride and Honor avec Salman Khan et Shilpa Shetty dans des rôles principaux. Les premières collections du film étaient bonnes, et dans l'ensemble, il a été déclaré « au-dessus de la moyenne » au box-office. Sa dernière aventure de réalisateur et scénariste I Am Singh, est sortie en décembre 2011.
C'est en 2013 queParas Lubricants Ltd a engagé Puneet Issar comme ambassadeur de sa marque d'huiles et lubrifiants automobiles.
Il a ensuite incarné Parashurama dans la récente série télévisée Mahabharat et joué le rôle de Daar Ji dans Bani Ishq Da Kalma.
Puneet a participé à la saison 8 de l'émission de télé-réalité indienne Bigg Boss, en 2014/2015. Il  a été l'un des 7 finalistes lors de la grande finale. Il a été éliminé le 3 janvier 2015. C'était la dernière élimination avant la fin de la saison de Bigg Boss. Une série dérivée intitulée Halla-Bol a commencé[Quand ?]. Puneet a tenu 105 jours dans la maison. À 56 ans, il a été le plus âgé des concurrents.

### Vie privée
Puneet Issar est le fils du réalisateur Sudesh Issar. Il est marié à Deepali, fille de l'acteur punjabi Diljit Puri et de la chanteuse bengali Ashita Puri, sœur de Satyajeet Puri (la célèbre enfant star des années 60, 70 et 80).
Puneet a deux enfants, une fille Nivriti, et un fils Siddhant.
En plus d'être un acteur de formation, Puneet fut aussi un professeur d'éloquence, de diction et de jeu d'acteur. Il pratique aussi les arts martiaux mixte notamment en kung fu, karaté, boxe et lutte.

## Filmographie

### Acteur

#### Cinéma
- 1983 : Coolie : Bob
- 1984 : Raja Aur Rana
- 1984 : Purana Mandir : Anand
- 1985 : 3D Saamri
- 1986 : Janbaaz
- 1986 : Palay Khan
- 1986 : Dahleez
- 1986 : Tahkhana
- 1987 : Pyar Ki Jeet
- 1987 : Hathyar
- 1987 : Superman : Shekhar/Superman
- 1987 : Bhai Ka Dushman Bhai
- 1987 : Watan Ke Rakhwale
- 1987 : Awam
- 1988 : Akhri Muqabla
- 1988 : Zakhmi Aurat
- 1988 : Zalzala
- 1988 : Main Tere Liye
- 1988 : Kasam
- 1989 : Elaan-E-Jung
- 1990 : Roti Ki Keemat
- 1990 : Tejaa
- 1990 : Jaan Lada Denge
- 1991 : Sanam Bewafa
- 1991 : Meet Mere Man Ke
- 1991 : Paap Ki Aandhi
- 1992 : Kal Ki Awaz
- 1992 : Jaagruti
- 1992 : Suryavanshi : Mahesh
- 1992 : Yoddha : Vishakha (black magician)
- 1993 : Shri Krishna Bhakta Narsi
- 1993 : Chandra Mukhi : Zoohla
- 1993 : Ashaant : Raana
- 1993 : Anmol
- 1993 : Khalnayika
- 1993 : Kshatriya : Shakti Singh
- 1993 : Zakhmi Rooh
- 1993 : I Love India
- 1993 : Uzhaippali
- 1994 : Pingami : Edwin Thomas
- 1994 : Prem Shakti
- 1994 : Yaar Gaddar
- 1994 : Samrat
- 1994 : Kranti Kshetra : Shaitaan Singh
- 1994 : Athiradi Padai
- 1994 : Chinna
- 1994 : Rasika
- 1994 : Cheetah
- 1994 : Time Bomb
- 1995 : Ram Jaane : Inspector Chewte
- 1995 : Haathkadi : Chakku Pandey
- 1995 : Bhagya Debata
- 1995 : Jallad : Bola
- 1996 : Muqadar : Parashuram
- 1997 : Border : Subedar Ratan Singh
- 1997 : Master : Devaraju aka DR, a mafia don
- 1997 : Suraj : Mangal Singh
- 1997 : Daadagiri : Dhanraj
- 1997 : Jodidar : Poacher
- 1997 : Suryaputra Shani-dev : Shani dev
- 1997 : Krantikari
- 1998 : Sher-E-Hindustan : Police inspector Khulbhushan(father Kranti)
- 1998 : Chandaal : Police inspector Khurana
- 1999 : Jaalsaaz : Pratap Singh
- 2000 : Refugee[9] :
- 2001 : Zakhmi Sipahi : Chhota Chaudhary
- 2001 : Bhairav : Jindal
- 2002 : Indra : shoukat ali khan
- 2003 : Tagore
- 2004 : Vajra-The Weapon
- 2005 : Allari Pidugu : Major Chakravarthy
- 2005 : Bunty Aur Babli
- 2005 : Kasak
- 2005 : Narasimhudu : JD
- 2006 : Aryan
- 2006 : Krrish
- 2006 : Rab Ne Banaiyan Jodiean
- 2006 : Humko Deewana Kar Gaye
- 2007 : Gautama Buddha : Anguli Mala
- 2007 : Partner
- 2008 : Bachna Ae Haseeno
- 2008 : God Tussi Great Ho
- 2008 : Satyamev Jayate
- 2008 : The Wheel of Action Highway
- 2009 : Jag Jeondeyan De Mele
- 2010 : Josh
- 2011 : Yamla Pagla Deewana
- 2011 : Ready
- 2011 : I Am Singh : Fateh Singh
- 2011 : Chhutanki
- 2012 : Qayamat Hi Qayamat
- 2012 : Son of Sardaar : Sardar
- 2012 : Best of Luck : Jarnail Sing
- 2012 : Jai Maharashtra Dhaba Bhatinda : Jas's Father
- 2013 : Mahabharat Aur Barbareek : Duryodhana
- 2014 : Fateh : Pratap Singh
- 2015 : Besh Korechi Prem Korechi
- 2019 : iSmart Shankar : Kasi Viswanath

#### Télévision
- 1987 : Param Vir Chakra : Naik Jadu Nath Singh
- 1988-1990 : Mahabharat : Duryodhana
- 1994-1998 : Junon : Saudagar Singh
- 1988 : Bharat Ek Khoj : Maharana Pratap Episode n ° 32 : Akbar
- 1997-1998 : Betaal Pachisi :
- 1999-2000 : Jai Mata Ki : Mahishasur
- 1999-2000 : Noorjahan : Sher-e-Afghan
- 2006-2007 : Gauche Droite Gauche : Brigadier Chandok
- 2007 : Histoire d'amour
- 2008 : Neeli Aankhen :
- 2011 : Dwarkadheesh - Bhagwaan Shree Krishn : Jarasandh
- 2011 : Kahaani Chandrakanta Ki : Roi Shivdutt
- 2013 : Bani Ishq Da Kalma : Gurudev Singh Bhullar
- 2013 : Mahabharat : Parshuraam
- 2014 : Bigg Boss 8 : Concurrent
- 2018 : Namune : Dhanaji

### Réalisateur
- 2004 : Garv
- 2011 : Je suis Singh
- 2015 : Né pour être roi

### Série Web
- 2019 : Parchhayee : Maharaja Digambar Singh